# Sidi Moussa
Sidi Moussa là một đô thị thuộc tỉnh Alger, Algérie. Dân số thời điểm năm 2002 là 27.888 người.